# Prinsepia scandens
Prinsepia scandens är en rosväxtart som beskrevs av Bunzo Hayata. Prinsepia scandens ingår i släktet Prinsepia och familjen rosväxter. Utöver nominatformen finns också underarten P. s. nanhutashanense.